# Sayhad
Sayhad è una regione desertica che corrisponde al deserto settentrionale dello Yemen moderno (governatorati di al-Jawf, Ma'rib, Shabwa) e al deserto sud-occidentale dell'Arabia Saudita (provincia di Najrān).